# Урацил
Урацилът (символ U) е една от четирите нуклеотидни бази на РНК и също така заместител на тимина при ДНК. Той е производен на химичното съединение пиримидин. Урацилът присъства много рядко в структурата на ДНК. Той е комплементарен на аденина, с който образува двойка от нуклеотиди, свързани с водородни връзки.